# Trophée des champions 2006
Trophée des champions 2006 byl zápas Trophée des champions, tedy francouzského fotbalového Superpoháru. Střetly se v něm týmy Olympique Lyonnais jakožto vítěz Ligue 1 ze sezóny 2005/06, a celek Paris Saint-Germain, který vyhrál ve stejné sezóně francouzský fotbalový pohár (Coupe de France).
Utkání se odehrálo 30. července 2006 na Stade Gerland v Lyonu. O poločase byl stav 0:0, tým Olympique Lyonnais nakonec soupeře porazil až v penaltovém rozstřelu (5:4) a radoval se z triumfu. Pro Lyon to bylo šesté prvenství v soutěži (a páté v řadě), v minulosti trofej získal ještě v letech 1973 a 2002–2005. Paris Saint-Germain přišel o možnost získat třetí trofej ve francouzském Superpoháru.

## Detaily zápasu
| 30. července 2006 17:45 SELČ |        |                        |                                                             |
| Olympique Lyon               | 1 : 1  | Paris Saint-Germain FC | Stade Gerland, Lyon diváci: 30 529 rozhodčí: Bertrand Layec |
| Benzema 71' (pen.)           | Report | Rothen 62'             | Stade Gerland, Lyon diváci: 30 529 rozhodčí: Bertrand Layec |

|                                        |       | Penaltový rozstřel                  |  |
| Carew Toulalan Ben Arfa Benzema Diarra | 5 : 4 | Yepes Paulo César Frau Rothen Kalou |  |

| Olympique Lyon | Paris Saint-Germain FC |

| GK              | 30 | Rémy Vercoutre      |  |     |
| RB              | 2  | François Clerc      |  | 81' |
| CB              | 5  | Caçapa              |  |     |
| CB              | 29 | Sébastien Squillaci |  |     |
| LB              | 23 | Jérémy Berthod      |  | 68' |
| MF              | 7  | Mahamadou Diarra    |  |     |
| MF              | 6  | Kim Källström       |  |     |
| MF              | 28 | Jérémy Toulalan     |  |     |
| MF              | 18 | Hatem Ben Arfa      |  |     |
| FW              | 9  | John Carew          |  |     |
| FW              | 19 | Karim Benzema       |  |     |
| Náhradníci:     |    |                     |  |     |
| GK              | 35 | Rémy Riou           |  |     |
| DF              | 4  | Patrick Müller      |  | 81' |
| DF              | 12 | Anthony Réveillère  |  | 68' |
| DF              | 24 | Romain Beynié       |  |     |
| MF              | 26 | Benoît Pedretti     |  |     |
| MF              | 34 | Loïc Rémy           |  |     |
| FW              | 39 | Grégory Bettiol     |  |     |
| Trenér:         |    |                     |  |     |
| Gérard Houllier |    |                     |  |     |

| GK          | 1  | Mickaël Landreau  |     |     |
| RB          | 5  | Bernard Mendy 69' |     |     |
| CB          | 4  | David Rozehnal    |     |     |
| CB          | 6  | Mario Yepes       | 73' |     |
| CB          | 17 | Sammy Traoré      | 75' |     |
| LB          | 22 | Sylvain Armand    | 70' |     |
| CM          | 8  | Édouard Cissé     |     |     |
| CM          | 28 | Paulo César       | 64' |     |
| LM          | 25 | Jérôme Rothen     | 85' |     |
| RM          | 7  | Fabrice Pancrate  | 63' |     |
| FW          | 13 | Pierre-Alain Frau |     |     |
| Náhradníci: |    |                   |     |     |
| GK          | 16 | Jérôme Alonzo     |     |     |
| DF          | 26 | Boukary Dramé     |     |     |
| MF          | 24 | David Hellebuyck  |     |     |
| MF          | 27 | Albert Baning     |     |     |
| MF          | 33 | Clément Chantôme  |     | 75' |
| FW          | 14 | David N'Gog       |     |     |
| FW          | 15 | Bonaventure Kalou |     | 63' |
| Trenér:     |    |                   |     |     |
| Guy Lacombe |    |                   |     |     |

| Asistenti rozhodčího: Patrick Reinbold Franck Leloup Čtvrtý rozhodčí: Jérôme Auroux Delegát zápasu: René Brugger Asistenti delegáta: Dominique D'Agostino Michel Nageotte Muž zápasu: ? |